# Groningen (Surinam)
Groningen – miasto w Surinamie; stolica dystryktu Saramacca; 3 385 mieszkańców (2008). Przemysł spożywczy.